# 12-es busz (Miskolc)
A miskolci 12-es buszjárat a Repülőtér/BOSCH és az Egyetemváros kapcsolatát látja el csak munkanapokon. Munkanapokon reggel és este, munkaszüneti napokon a 20-as busz vehető igénybe.

## Története
- 1966. július 1.–2006. december 31.: Repülőtér – Egyetemváros
- 2007. január 1.–2012. február 29.: Repülőtér – Szemere utca
- 2012. március 1.–2018. 06.: Repülőtér – Egyetemváros
- 2018. június - 2021. március 11.  Repülőtér/BOSCH – Egyetemváros

- 2023. október 16.- Repülőtér – Egyetemváros

A két állomás közti távot 25-27 perc alatt teszi meg.

## Követési ideje
Hétköznap reggel 10-15,délután 15 percenként,többi időszakban fél óránként közlekedik.
(A Centrum - Egyetemváros közötti szakaszon a 20A-sal a közös követés reggel 5-8 perc,délután 7-8 perc,többi időszakban 15 percenként közlekednek.

## Útvonala
| Repülőtér/BOSCH – Egyetemváros | Egyetemváros – Repülőtér/BOSCH |
| --- | --- |
| - Repülőtér/BOSCH - Szentpéteri kapu - Arany János tér - Petőfi Sándor tér - Szeles utca - Szentpáli utca - Corvin utca - Görgey Artúr utca - Csabai kapu - Miskolctapolcai út - Csermőkei út - Egyetem út - Egyetemváros | - Egyetemváros - Egyetem út - Csermőkei út - Miskolctapolcai út - Csabai kapu - Görgey Artúr utca - Corvin utca - Szentpáli utca - Szeles utca - Szentpéteri kapu - Repülőtér/BOSCH |

## Megállóhelyei
| 0  | Repülőtér/BOSCH     | 27 | 3A, 8, 14, 20, 24, 36, 54, 240                                      | Repülőtér, Autóbusz-állomás, Szentpéteri kapui temető, OBI áruház, Robert Bosch Park, nagybani piac                                                               |
| 2  | Napsugár otthon     | 26 | 3A, 14, 20, 24, 36, 54                                              | Őszi Napsugár Otthon, Miskolci Rendészeti Szakközépiskola, TESCO áruház                                                                                           |
| 3  | Megyei Kórház       | 24 | 3A, 14, 20, 24, 36, 54                                              | Megyei Kórház, József Attila Könyvtár |
| 5  | Levente vezér utca  | 22 | 14, 20, 36, 54                                                      | Szentpéteri kapu |
| 6  | Álmos utca          | 21 | 14, 20, 36, 54                                                      | |
| 8  | Petőfi tér          | ∫  | 1, 11, 14, 20, 34, 36, 54, 101B                                     | Deszkatemplom, „Deszkatemető”, Nemzeti Adó- és Vámhivatal |
| ∫  | Szeles utca         | 20 | 1, 14, 20, 36, 54, 101B                                             | Miskolc Plaza, Macropolis épületkomplexum |
| 9  | Centrum             | 17 | 3A, 20, 20A, 20B, 24, 28, 32, 34, 35, 43, 44, 45, Auchan 1 1, 1A, 2 | Belváros, Centrum áruház, Szinvapark, Metropol, Batóház, Allianz Hungária Biztosító, KATEDRA Nyelviskola, Union Biztosító                                         |
| 10 | Vörösmarty utca     | 16 | 20, 20A, 20B, 21, 28, 34, 35, 43, 44, Auchan 1                      | OTP Bank, Magyar Szocialista Párt, Vörösmarty Mihály Általános Iskola                                                                                             |
| 12 | Népkert             | 14 | 14, 20, 20A, 20B, 28, 34, 35, 36, 43, 44                            | Sportcsarnok, Jégcsarnok, műjégpálya, Megyei Könyvtár, Népkerti Vigadó, Népkert, Mindszenti temető, Herman Ottó Múzeum, Népkerti Állatklinika, City Hotel Miskolc |
| 14 | SZTK Rendelő        | 12 | 14, 20, 20A, 24, 30, 31, 34, 36, 43, 44                             | Semmelweis kórház, Szent Ferenc kórház |
| 16 | Petneházy bérházak  | 10 | 14, 20, 20A, 24, 30, 31, 34, 36, 43, 44                             | Fáy András Közgazdasági Szakközépiskola |
| 17 | Tapolcai elágazás   | 9  | 4, 14, 20, 20A, 24, 30, 32, 34, 36, 43, 44, 45                      | Tapolcai elágazás |
| 18 | Vasúti felüljáró    | 7  | 20, 20A, 24, 30, 32, 34, 36                                         | |
| 19 | Szentgyörgy út      | 5  | 20, 20A, 20B, 29, 30, 32, 34, 36, 39, Auchan 2                      | Tesco áruház |
| ∫  | Csermőkei út        | 4  | 20, 20A, 20B, 29, Auchan 2                                          | |
| 22 | Egyetemi Kollégium  | 2  | 20, 20A                                                             | Uni-Hotel, Egyetemi kollégiumok, Egyetemi sporttelep |
| 23 | Tanulmányi épületek | ∫  | 20, 20A                                                             | ME GÉIK, ME MFK, Informatikai intézet |
| ∫  | Olajkutató          | 1  | 20, 20A                                                             | ME BTK, ME EK, Alkalmazott Kémiai Kutatóintézet, Alkalmazott Földtudományi Kutatóintézet, Továbbképzési Központ                                                   |
| 25 | Egyetemváros        | 0  | 20, 20A                                                             | Miskolci Egyetem, ME MAK, ME ÁJK, ME GTK |